# ارنی پارکر
ارنی پارکر (انگلیسی: Ernie Parker؛ زاده ۵ نوامبر ۱۸۸۳ درگذشته ۲ مهٔ ۱۹۱۸) یک تنیس‌باز، بازیکن کریکت اهل استرالیا بود.